# Élection gouvernorale dans l'oblast de Kourgan de 2024
L'élection gouvernorale dans l'oblast de Kourgan de 2024 a lieu le 8 septembre 2024 lors des infranationales russes afin d'élire le gouverneur de l'oblast de Kourgan, l'un des oblasts de la fédération de Russie. Le gouverneur sortant Vadim Choumkov brigue un second mandat.

## Contexte
L'actualité russe est marquée par l'invasion russe de l'Ukraine depuis 2022 ainsi que par la réélection de Vladimir Poutine en mars 2024, élection considérée comme non-libre. Le principal dirigeant de l'opposition russe, Alexeï Navalny, emprisonné depuis 2021, meurt en détention en février 2024.
En mai 2024, lors d'une réunion avec le président Vladimir Poutine, le gouverneur a annoncé son intention de briguer un second mandat et a reçu le soutien de Poutine. 

## Système électoral
Le gouverneur est élu au scrutin uninominal majoritaire à deux tours pour un mandat de cinq ans. Est déclaré élu le candidat ayant recueilli la majorité absolue au premier tour. À défaut, les deux candidats arrivés en tête s'affrontent au second tour, et celui recueillant le plus de voix l'emporte. 
Dans l'oblast, les candidats ne peuvent être nommés que par des partis politiques enregistrés. Le candidat à la tête de la république doit être citoyen russe et âgé d'au moins 30 ans. Les candidats à la tête ne doivent pas avoir de citoyenneté étrangère ni de permis de séjour. Chaque candidat, pour être inscrit, doit recueillir au moins 5 % des signatures des membres et chefs de municipaliés. De plus, les candidats auto-désignés devraient recueillir 0,5 % des signatures des résidents de l'oblast de Kourgan (3 277 à 3 604 signatures). Les candidats présentent également 3 candidatures au Conseil de la fédération et le vainqueur de l'élection nomme plus tard l'un des candidats présentés. 

## Candidats

### Déclarés
- Vadim Choumkov (Indépendant), gouverneur sortant de l'oblast de Kourgan (2018-)[3].
- Viktor Zyrianov (KPRF), membre de la Douma de l'oblast de Kourgan (2020-présent)[5].

## Résultats
| Candidats                | Candidats        | Partis                  | Votes | %   |
| ------------------------ | ---------------- | ----------------------- | ----- | --- |
|                          | Vadim Choumkov   | Indépendant             |       |     |
|                          | Viktor Zyrianov  | Parti communiste        |       |     |
|                          |                  | Parti libéral-démocrate |       |     |
|                          |                  | Russie juste            |       |     |
|                          | Autres candidats |                         |       |     |
|                          |                  |                         |       |     |
| Votes valides            |                  |                         |       |     |
| Votes blancs et nuls     |                  |                         |       |     |
| Total                    | Total            | Total                   |       | 100 |
| Abstention               |                  |                         |       |     |
| Inscrits / participation |                  |                         |       |     |